# Liste der Brücken in Eschweiler

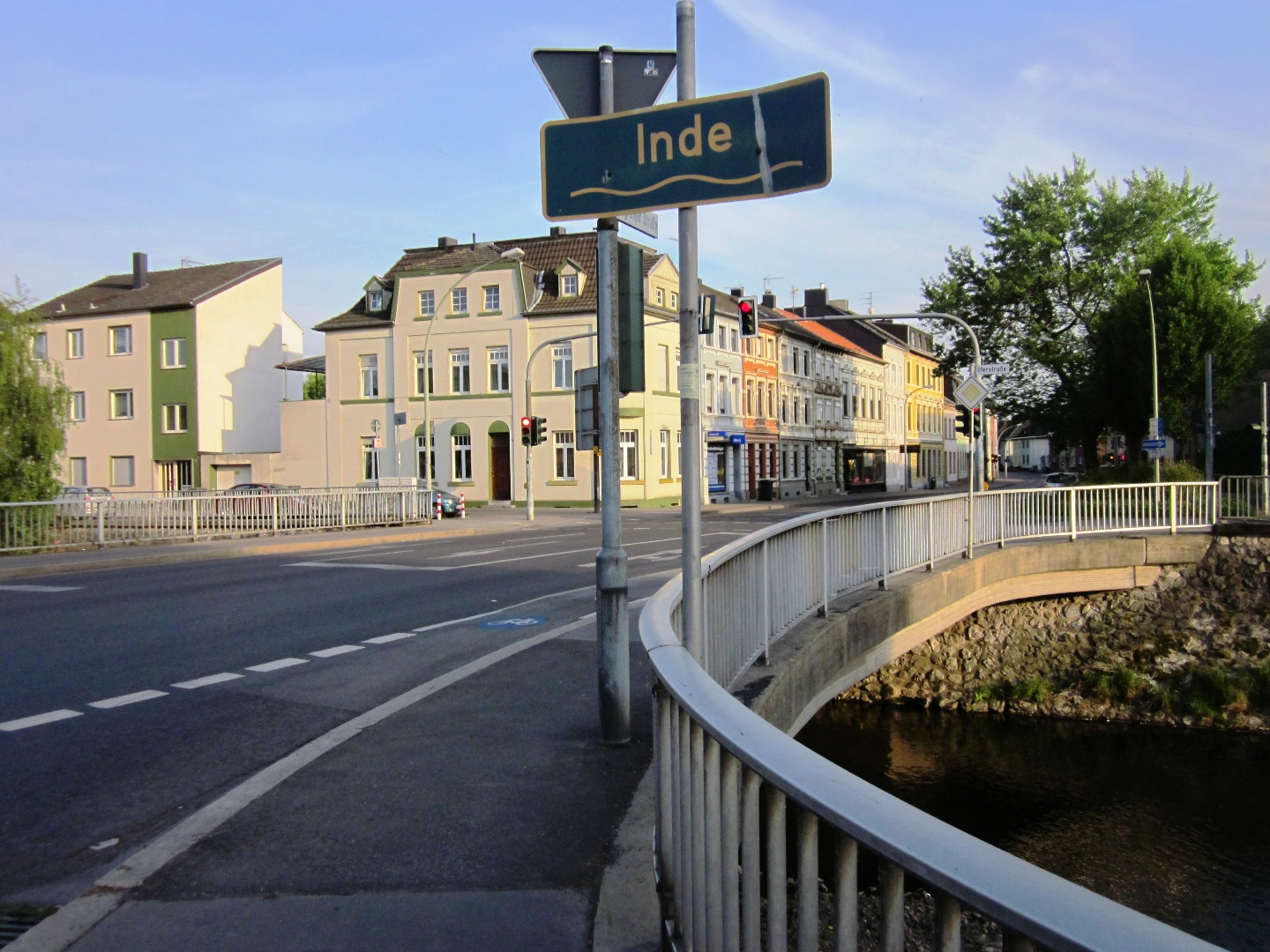
Inde-Brücke in der Innenstadt

Die Liste der Brücken in Eschweiler enthält einen tabellarischen Überblick mit Grundinformationen zu den Brücken und Viadukten der Stadt Eschweiler in der Städteregion Aachen im westlichen Nordrhein-Westfalen.
Wegen des Tagebaus Zukunft gibt es zwei Brücken zwischen Dürwiß und Neu-Lohn sowie zwei Brücken zwischen dem Industrie- und Gewerbepark Eschweiler und dem Kraftwerk Weisweiler.

## Brücken über Gewässer

### Brücken über die Inde
In Eschweiler führen allein über das Flüsschen Inde, dessen Verlaufslänge im Stadtgebiet über 11 km beträgt, 4 Eisenbahnbrücken, 12 Straßenbrücken und 8 Fußgängerbrücken.
| Bild | Name                                | Stadtteil               | Anmerkungen | Lage  |
| ---- | ----------------------------------- | ----------------------- | --- | ----- |
|      | Brücke Phönixstraße                 | Pumpe                   | Straßen- und Fußgängerbrücke über die Inde zwischen den Stadtteilen Pumpe und Aue | Karte |
|      | Dreibogenbrücke                     | Aue                     | Die Dreibogenbrücke wurde 1864 erbaut, im September 1944 teilweise (östlicher Pfeiler) gesprengt, von US-amerikanischen Pionieren durch eine Stahlkonstruktion provisorisch repariert und 1950 (Einweihung am 31. August 1950) wiederaufgebaut. Über sie führt die Schnellfahrstrecke Köln–Aachen zwischen Eschweiler Hbf und Stolberg (Rheinl) Hbf. | Karte |
|      | Brücke Odilienstraße / Im Hasselt   | Röhe                    | Straßen- und Fußgängerbrücke über die Inde | Karte |
|      | Brücke Odilienstraße                | Röhe                    | Eisenbahnbrücke über die Inde | Karte |
|      | Brücke Rue de Wattrelos             | Eschweiler-West         | Straßen- und Fußgängerbrücke über die Talbahnlinie, die Inde und die Krottshäuser Straße; mit knapp 300 Metern Länge längstes Brückenbauwerk in Eschweiler |       |
|      | Brücke Steinstraße                  | Eschweiler-West         | Straßen- und Fußgängerbrücke über die Inde an der Kreuzung Indestraße / Steinstraße |       |
|      | Brücke Langwahn                     | Innenstadt              | Straßen- und Fußgängerbrücke über die Inde an der Kreuzung Langwahn / Dechant-Deckers-Straße / Englerthstraße in der Nähe vom Bushof und vom St.-Antonius-Hospital |       |
|      | Wuueschbröggelsche (Wurstbrückchen) | Innenstadt              | Fußgängerbrücke über die Inde nahe der Kreuzung Indestraße / Kochsgasse |       |
|      | Brücke Grabenstraße                 | Innenstadt              | Brücke über die Inde nahe der Kreuzung Indestraße / Grabenstraße |       |
|      | Brücke Neustraße                    | Innenstadt              | Brücke über die Inde nahe der Kreuzung Indestraße / Neustraße bzw. Uferstraße/Neustraße mit Figur aus Metall |       |
|      | Brücke Wollenweberstraße            | Innenstadt              | Fußgängerbrücke aus Beton am CityCenter Eschweiler über die Inde zwischen Indestraße und Uferstraße auf Höhe der Wollenweberstraße; bis Mitte der 1970er Jahre stand hier ein wenig weiter flussaufwärts eine breitere Holzbrücke |       |
|      | Brücke Bergrather Straße            | Innenstadt / Patternhof | Straßen- und Fußgängerbrücke über die Inde zwischen den Kreuzungen Indestraße / Bergrather Straße und Uferstraße / Bergrather Straße |       |
|      | Brücke am Schlachthof               | Innenstadt              | Fußgängerbrücke aus Metall mit Holzplanken zwischen Patternhof und Driesch auf Höhe der Realschule Paternhof und dem Städtischen Schlachthof |       |
|      | Brücke Südstraße I                  | Eschweiler-Ost          | Straßen- und Fußgängerbrücke der Landesstraße 11 über die Inde im Verlauf der Südstraße zwischen Vöckelsberg und Nothberg |       |
|      | Brücke Wasserwiese                  | Eschweiler-Ost/Nothberg | Fußgängerbrücke über die Inde zwischen An der Wasserwiese/Königsbenden und In den Benden |       |
|      | Brücke Kölner Straße                | Hücheln                 | Fertigstellung 2006; Straßen- und Fußgängerbrücke der Bundesstraße 264 über die Inde |       |
|      | Brücke Vollmühle                    | Weisweiler              | Eisenbahnbrücke über die Inde zwischen der Talbahnlinie und der Brücke am Elektrowerk. Ein Fußgängerweg ist an der Seite noch zum Teil vorhanden. Die Brücke wurde 1988 stillgelegt und 2007 wegen Einsturzgefahr für Fußgänger gesperrt. Steht unter Denkmalschutz.                                                                                 |       |
|      | Brücke Am Mühlengraben              | Weisweiler/Hücheln      | Fußgängerbrücke über die Inde zwischen Am Mühlengraben/Auf dem Driesch und nördlicher Stadionstraße |       |
|      | Brücke Lindenallee                  | Weisweiler              | Die Indebrücke am südlichen Ortsausgang von Weisweiler in der Nähe des Bahnhofs Weisweiler Richtung Wilhelmshöhe und Hücheln wurde 1944 gesprengt, 1948 aus Stahlbeton wiedererrichtet und 1982 erneuert. Sie ist Straßen- und Fußgängerbrücke. Bis 2006 war sie Teil der Bundesstraße 264.                                                          | Karte |

### Brücken über den Omerbach
| Bild | Name                 | Stadtteil | Anmerkungen                                                          | Lage |
| ---- | -------------------- | --------- | -------------------------------------------------------------------- | ---- |
|      | Brücke In den Benden | Nothberg  | Straßenbrücke über den Omerbach zwischen Nothberg und Eschweiler-Ost |      |

## Autobahnbrücken
Über die A 4 verlaufen die drei Straßenbrücken Aachener Straße (B 264), In der Krause und Zum Hagelkreuz (L 241); die A 4 ihrerseits überbrückt den Merzbach, die Nickelstraße, die Rue de Wattrelos (L 240), die Franz-Liszt-Straße, die Jülicher Straße (L 238), einen Feldweg an der Halde Auf der Kippe zwischen An Wardenslinde und Weisweilerstraße, die Zufahrtsstraße am Haus Palant und die Inde.
| Bild | Name                                  | Stadtteil            | Anmerkungen | Lage |
| ---- | ------------------------------------- | -------------------- | --- | ---- |
|      | Brücke Aachener Straße                | Röhe                 | Straßenbrücke der Bundesstraße 264 über die A 4 östlich der Raststätte Aachener Land |      |
|      | Brücke Nickelstraße                   | Röhe                 | Autobahnbrücke der A 4 über die Nickelstraße |      |
|      | Brücke Rue de Wattrelos I             | Eschweiler-West/Röhe | Autobahnbrücke der A 4 über die Rue de Wattrelos unmittelbar an der Anschlussstelle Eschweiler-West |      |
|      | Brücke Franz-Liszt-Straße             |                      | Überführung der Autobahn A4 über die Franz-Liszt-Straße |      |
|      | Brücke Anschlussstelle Eschweiler-Ost | Weisweiler           | Im Zuge des sechsspurigen Ausbaus der A4 errichtet; Straßenbrücke über die Landesstraße 11 |      |
|      | Brücke In der Krause                  | Weisweiler/Dürwiß    | Brücke über die A4 der Straße In der Krause bei Weisweiler (Weisweiler rechts der Brücke, Dürwiß links der Brücke); musste aufgrund eines Unfalls mit einem Bagger auf einem Tieflaster komplett neu errichtet werden |      |

## Straßenbrücken
Über die Rue de Wattrelos führen vier Straßenbrücken: die Zufahrt der Wardener Straße, die Straße Am Römerberg und zwei Wirtschaftswege östlich von Hehlrath. Außerdem führt sie an ihrem vorläufigen südlichen Ende über die Odilienstraße.
| Bild | Name                    | Stadtteil               | Anmerkungen | Lage |
| ---- | ----------------------- | ----------------------- | --- | ---- |
|      | Brücke Südstraße II     | Eschweiler-Ost/Bergrath | Straßen- und Fußgängerbrücke der Landesstraße 11 über die Talbahnlinie und die östliche Nothberger Straße nördlich der Halde Zechenstraße auf Höhe des Dalli-Bunkers |      |
|      | Brücke Kölner Straße II | Hücheln                 | Teil der 2007 eröffneten Ortsumgehung Weisweilers; überführt die Talbahnlinie                                                                                        |      |

## Eisenbahnbrücken
Eisenbahnbrücken sind neben der ehemaligen Brücke an der Phönixstraße die Dreibogenbrücke, das Eisenbahnviadukt östlich vom Eschweiler Hauptbahnhof zwischen Röthgener Straße und Stich sowie die Eisenbahnbrücken Grachtstraße, Eifelstraße, Knippmühle, Heisterner Straße, Wenauer Straße, In der Gracht, Weißer Weg, Südstraße (zusammen mit Überbrückung der Cäcilienstraße) und Stadionstraße sowie Werksbahnbrücken und die neue Brücke der Euregiobahn zwischen Weisweiler und Langerwehe.

### Brücken der Schnellfahrstrecke Köln-Aachen
| Bild | Name                              | Stadtteil         | Anmerkungen | Lage |
| ---- | --------------------------------- | ----------------- | --- | ---- |
|      | Eisenbahnbrücke Sticher Berg      | Stich/Röthgen     | Eisenbahnbrücke der Schnellfahrstrecke Köln–Aachen über den Sticher Berg im Übergang zur Röthgener Straße östlich vom Eschweiler Hauptbahnhof; älteste noch genutzte Brücke in Eschweiler; aufgrund der geringen Fahrbahnbreite umstritten. |      |
|      | Eisenbahnbrücke Grachtstraße      | Röthgen/Bergrath  | |      |
|      | Eisenbahnbrücke/Fußgängertunnel   | Bergrath          | |      |
|      | Eisenbahnbrücke Eifelstraße       | Bergrath/Nothberg | |      |
|      | Eisenbahnbrücke Knippmühle        | Nothberg          | |      |
|      | Eisenbahnbrücke Heisterner Straße | Nothberg          | |      |
|      | Eisenbahnbrücke Am Steinbüchel    | Nothberg          | |      |
|      | Eisenbahnbrücke Bovenberg         | Nothberg/Hücheln  | |      |
|      | Eisenbahnbrücke Wenauer Straße    | Hücheln           | |      |
|      | Eisenbahnbrücke In der Gracht     | Hücheln           | |      |
|      | Eisenbahnbrücke Weißer Weg        | Wilhelmshöhe      | Straßen- und Fußgängerbrücke über die Bahnstrecke |      |

### Brücken der Talbahnlinie
| Bild | Name               | Stadtteil  | Anmerkungen | Lage |
| ---- | ------------------ | ---------- | --- | ---- |
|      | Euregiobahn-Brücke | Weisweiler | euregiobahn-Brücke über die Bundesstraße 264 zwischen Weisweiler und Langerwehe als Teil der Bahnstrecke Eschweiler-Weisweiler–Langerwehe |      |

### Weitere Eisenbahnbrücken
| Bild | Name                  | Stadtteil  | Anmerkungen | Lage |
| ---- | --------------------- | ---------- | --- | ---- |
|      | Brücke am Elektrowerk | Weisweiler | Eisenbahnbrücke über die Dürener Straße zwischen der umgeleiteten Bundesstraße 264 am östlichen Ortsausgang von Eschweiler-Ost und dem westlichen Ortsausgang von Weisweiler in der Nähe des Elektrowerks Weisweiler |      |

## Ehemalige Brücken
| Bild | Name                          | Stadtteil | Anmerkungen | Lage  |
| ---- | ----------------------------- | --------- | --- | ----- |
|      | Eisenbahnviadukt Phönixstraße | Pumpe     | Ehemaliges Eisenbahnviadukt, von dem noch ein mit Efeu überwachsener Pfeiler (unteres Bild) und das Widerlager mit Schlägel und Eisen, E.B.V.-Zeichen und der Jahreszahl 1912 (oberes Bild) erhalten sind. Ende Juli 2013 musste dieses Wahrzeichen einer Umgehungsstraße weichen. | Karte |